# Hymenophyllum serrulatum
Hymenophyllum serrulatum är en hinnbräkenväxtart som först beskrevs av Presl, och fick sitt nu gällande namn av Carl Frederik Albert Christensen. Hymenophyllum serrulatum ingår i släktet Hymenophyllum och familjen Hymenophyllaceae. Inga underarter finns listade.